# Angel Balevski
Angel Balevski (4 de março de 1910 — 15 de setembro de 1997) foi um engenheiro e inventor búlgaro.
Graduado pela escola técnica de Brno em 1934. Iniciou sua carreira profissional como engenheiro metalúrgico, sendo depois professor em diversas universidades na Europa. Foi fundador da escola acadêmica da Bulgária no campo da ciência e tecnologia dos metais. Fez tentativas de sucesso no projeto de prensas a quente para metais não-ferrosos. Desenvolveu um método original para produção de ferro fundido a partir de matériasd-primas búlgaras em um forno de tambor rotativo. Em parceria com Ivan Dimov desenvolveu um método de fundição em contra-pressão, novidade em tecnologia de fundição em nível mundial, que foi protegido por mais de uma centena de patentes na Bulgária e no exterior. 
Balevski foi eleito membro honorário e estrangeiro de academias e sociedades científicas em diversos países. Recebeu dentre outros a Medalha de Ouro Lomonossov de 1974 da Academia de Ciências da Rússia.